# كيرياكوس بيتاكيس
كيرياكوس بيتاكيس (باليونانية: Κυριακός Πιττάκης)‏ (و. 1798 – 1863 م) هو عالم آثار كلاسيكية، وعسكري  يوناني، ولد في أثينا، توفي في أثينا، عن عمر يناهز 65 عاماً.